# 茅宰
茅宰（1504年—？），字治卿，號茶川，浙江紹興府山陰縣人，民籍，明朝政治人物。

## 生平
嘉靖四年（1525年）乙酉科浙江鄉試第六名舉人。嘉靖八年（1529年）中式己丑科會試第七十三名，登第三甲第一百七十一名進士。授六合知縣，升官刑部主事，卒。

## 家族
曾祖茅肅；祖父茅鑑；父茅璘，母陳氏。重庆下。